# Gordon Crosse
Gordon Crosse (1 de diciembre de 1937 - 21 de noviembre de 2021) fue un compositor inglés.

## Biografía
Nacido el 1 de diciembre de 1937 en Bury, Lancashire, Cross se graduó con una licenciatura de primera clase en música de St Edmund’s Hall, Universidad de Oxford en 1961, donde sus tutores incluyeron a Egon Welles. Luego pasó dos años realizando investigaciones de posgrado en música de principios del siglo XV antes de comenzar su carrera académica en la Universidad de Birmingham. El trabajo posterior incluyó citas en las Universidades de Essex, Cambridge y California. En 1976 recibió la Medalla Cobbett de la Worshipful Company of Musicians por su contribución a la música. Durante dos años, después de 1980, enseñó a tiempo parcial en la Royal Academy of Music de Londres antes de retirarse para componer a tiempo completo en su casa de Suffolk.
¡Crosse saltó a la fama por primera vez en el Festival de Aldeburgh de 1964 con Meet My Folks! (Tema y Relaciones, op. 10), una obra de teatro musical para niños y adultos basada en poemas de Ted Hughes . Hughes también proporcionaría la letra de cinco de las obras posteriores de Crosse: la " cantata " The Demon of Adachigahara (op.21, 1968); El Nuevo Mundo para voz y piano (op.25); la ópera La historia de Vasco (op.29, 1974); Wintersong para seis cantantes y percusión opcional (op.51); y Harvest Songs para dos coros y orquesta (op.56). El demonio de Adachigahara, otra obra de teatro musical para niños y adultos, es un recuento de un cuento popular japonés similar a una historia de los hermanos Grimm ; advierte de los peligros de la curiosidad. The Story of Vasco, estrenada en 1974 por Sadler's Wells Opera en el Coliseum Theatre de Londres, es el escenario de la traducción y adaptación de Hughes de la obra Histoire de Vasco de Georges Schehadé.
Changes (op. 17), para soprano, barítono, coro y orquesta, fue escrita para el Festival de los Tres Coros de 1966 en Worcester. El título se refiere al sonido de las campanas de la iglesia y establece la elección de textos de una variedad de poetas ingleses de Crosse ("Pasé tanto tiempo eligiendo el texto como escribiendo la música"), un enfoque similar al de Britten. en su Sinfonía de Primavera . Aunque el tema suele ser oscuro (muchos de los textos se relacionan con la muerte), el compositor pretendía "crear algo agradable tanto para el oyente como para el intérprete".
La primera ópera de Crosse, Purgatory (op.18), es un escenario en un acto de la obra de William Butler Yeats. La ópera refleja la admiración de Crosse por la música de Benjamin Britten, en particular, Otra vuelta de tuerca . Fue escrito en 1966 y estrenado en el Festival de Música de Cheltenham ese mismo año. En 1969, Crosse regresó al Festival de Aldeburgh para escuchar al English Opera Group estrenar su segunda ópera The Grace of Todd (op.20) y revivir el Purgatorio. Al año siguiente, la pieza Algunas marchas sobre un suelo para material elaborado con orquesta completa que luego aparecería en The Story of Vasco de 1974.
Cross también escribió la partitura para la adaptación televisiva de 1983 del Rey Lear de Shakespeare, protagonizada por Laurence Olivier como el personaje principal, por la cual el famoso actor ganó el último de sus cinco premios Emmy. Esta producción marcó el último papel de Olivier en Shakespeare. Es la única producción televisiva cuya música fue compuesta por Cross.

## Carrera posterior y muerte
Su quincuagésimo cumpleaños se celebró en 1987 con actuaciones destacadas en varios festivales, y fue "Compositor de la semana" de BBC Radio 3 en diciembre. Pero tras la finalización de Sea Psalms, escrito para las fuerzas de Glasgow en su año como Ciudad Europea de la Cultura, 1990, Crosse cambió su enfoque a la programación informática y la tecnología musical, y en los siguientes 17 años, produjo poca música, excepto varias canciones con grabadora. partes, escritas para el flautista John Turner. Se retiró de su trabajo de programación en 2004.
Con Dirge de Cymbeline para barítono y arpa, escrita en 2007 para el NMC Songbook, Crosse reanudó la composición activa. El Dirge fue seguido por un Trío para oboe, violín y violonchelo ( Rhyming with Everything ) y una "Fantasía" para flauta dulce, arpa y cuerdas. Luego vino una corriente de nuevas obras, tanto a gran escala como a pequeña escala. Las obras de cámara incluyeron cuatro cuartetos de cuerda más (núms. 2 a 5), Breve encuentro para oboe, flauta dulce y cuerdas, un trío para oboe, violín y violonchelo, y las Tres canciones de Kipling (2008). Las obras orquestales incluyeron un Concierto para viola y las Sinfonías n. ° 3 y 4 (ambas para pequeña orquesta). OUP fue el editor de sus piezas hasta 1990, y Cadenza Music fue su editor principal desde 2008.
Crosse se casó con Elizabeth Bunch en 1965 después de conocerse en Aldburgh y compraron una casa, Brant's Cottage en Blackheath, Wenhaston, cerca de Blythburgh, Suffolk. Había dos hijos.  Murió de cáncer en 2011. En años posteriores su pareja fue la poeta Wendy Mulford, con quien compró una casa de campo en Papa Westray, la más septentrional de las Islas Orcadas. Crosse murió el 21 de noviembre de 2021, a la edad de 83 años. 

## Trabajos seleccionados

### Orquestal
| 2009 | Breve encuentro                         |       |     | para oboe d'amore, flauta dulce y orquesta de cuerdas |
|      | Fantasía sobre "Ca' los Yowes"          |       |     | para flauta dulce, arpa y orquesta de cuerdas         |
|      | Concierto para viola                    |       |     | para viola y orquesta de cuerdas con trompa           |
| 1986 | Formación                               |       | 30' | para trompeta y orquesta de cuerdas                   |
| 1979 | Concierto para violonchelo y orquesta   | op.44 | 25' | "En memoria de Luigi Dallapiccola"                    |
| 1978 | Patio de recreo                         | op.41 | 27' |                                                       |
| 1975 | Sinfonía No. 2                          | op.37 | 24' |                                                       |
| 1974 | Apolo joven                             |       | 30' |                                                       |
|      | Memorias de la Mañana: Noche            | op.30 | 34' | mezzosoprano y orquesta                               |
| 1970 | Algunas marchas sobre un terreno        | op.28 | 12' |                                                       |
| 1970 | Concierto núm. 2 para violín y orquesta | op.26 | 34' |                                                       |
| 1966 | Cambios: un ciclo nocturno              | op.17 | 50' | soprano y barítono solistas, coro, orquesta           |

### Cámara
| 1986                          | Canción de invierno               | op.51  | 30' | seis cantantes, opcional percusión             |      |                    |       |     |                               |
| 1983                          | ondas                             |        | 30' | violonchelo y piano                            |      |                    |       |     |                               |
| mil novecientos ochenta y dos | música acuática                   |        | 11' | flautas dulces (un jugador) y piano            |      |                    |       |     |                               |
| 1980                          | Un año y un día                   | op.48a | 8'  | clarinete solo                                 |      |                    |       |     |                               |
| 1979                          | Versos en Memoria de David Munrow |        | 9'  | contratenor, flauta dulce, violonchelo y clave |      |                    |       |     |                               |
| 1978                          | Chico salvaje                     | op.42  | 27' | clarinete y conjunto                           |      |                    |       |     |                               |
| 1978                          | El l                              | op.38  | 14' | flauta, dos cuernos y cuerda conjunto          | 1973 | Canciones oníricas | op.35 | 14' | clarinete, oboe, fagot, piano |
| 1972                          | Ariana                            | op.31  | 23' | oboe y conjunto                                |      |                    |       |     |                               |
|                               | El nuevo Mundo                    | op.25  | 20' | voz y piano                                    |      |                    |       |     |                               |

### Ópera y teatro musical
| 1977 | mundo interior                          | op.40 | 43'  | actriz, mezzosoprano, conjunto |
| 1974 | La historia de Vasco                    | op.29 | 135' | ópera en tres actos            |
| 1968 | El Demonio de Adachigahara              | op.21 | 30'  | niños y adultos                |
|      | La gracia de Todd                       | op.20 | 75'  | "comedia en tres escenas"      |
| 1966 | Purgatorio                              | op.18 | 40'  | ópera en un acto               |
| 1964 | ¡Conoce a mi gente! (Tema y Relaciones) | op.10 | 25'  | niños y adultos                |